# Tersytes
Tersytes (gr. Θερσίτης Thersítēs, łac. Thersites) – w mitologii greckiej wojownik achajski, bezczelny, złośliwy, najtchórzliwszy i najbrzydszy uczestnik wojny trojańskiej; bohater Iliady Homera.
Uchodził za syna Agriosa. Był spokrewniony z Diomedesem. Odznaczał się rzadkimi włosami, przygarbionymi ramionami i krzywymi nogami. Wiele razy wszczynał kłótnię z dowódcami wojsk achajskich podczas wieców, w czasie których obrażał ich i buntował się przeciw nim. Kiedy odgrażał się, że postara się, aby obniżyć morale armii, Odyseusz wychłostał go swym berłem (lub kijem).
W Etiopidzie, eposie z VIII w. p.n.e., autor Arktinos z Miletu napisał, że Tersytes zginął zabity przez Achillesa, którego sprowokował wyśmiewając się z jego żalu po śmierci Amazonki Pentezylei.